# Херберт Маркузе
Херберт Маркузе (на немски: Herbert Marcuse) е германски философ, социолог и член на Франкфуртската школа. Най-известните му трудове са „Ерос и цивилизация“ и „Едноизмерният човек“.
Маркузе е смятан за един от отците на Новата левица и на неомарксистките студентски движения в Германия, Франция и САЩ, развили се през 60-те и 70-те години на ХХ век.

## Живот и творчество

### Произход и младост (1898 – 1934)
Роден е на 19 юли 1898 година в Берлин, Германия, в заможното еврейско семейството на Карл Маркузе и Гертруд Креславски. Посещава гимназия в периода 1911 – 1916 г. През 1916, по време на Първата световна война, е мобилизиран в армията, като служи в берлинските кавалерийски конюшни до 1918 г. Същата година става член на работнически и войнишки съвет в Берлин и през 1919 г. участва във Въстанието на спартакистите.
През 1919 г. Маркузе започва да следва германистика в Берлинския университет, но през 1920 г. се прехвърля във Фрайбургския университет, където изучава немска литература и посещава курсове по философия, политически науки и икономика. През 1923 г. защитава докторат с дисертация на тема „Немският художествен роман“. След защитата се връща в Берлин и работи в семейния бизнес с антикварни книги. Една година по-късно, през 1924 г., се жени за Софи Вертхайм, която през 1928 ражда момче.
Докато пребивава в Берлин, Маркузе се запознава с труда на Мартин Хайдегер „Битие и време“, който оказва толкова голямо въздействие върху него, че през 1928 г. се връща във Фрайбург, за да продължи обучението си по философия при Хайдегер и Едмунд Хусерл. Ставайки асистент на Хайдегер Маркузе пише няколко студии и изготвя втората си дисертация на тема „Хегелова онтология и основанията на една теория на историчността“, която не защитава поради неодобрението на Хайдегер. Все пак тя е публикувана през 1932 г. Същата година отношенията между двамата се влошават поради теоретични разногласия и по политически причини. С препоръка от Хусерл Маркузе кандидатства в Института за социални изследвания във Франкфурт. Той е приет за сътрудник, но поради идването на власт на нацистите Института се премества в Холандия, а негов клон се отваря в Женева. Именно там Маркузе започва сътрудничеството си с Франкфуртската школа. Малко по-късно заминава за Париж, а през 1934 г. емигрира в САЩ заедно с други представители на школата.

### В САЩ (1934 – 1979)
Институтът за социални изследвания продължава дейността си в Колумбийския университет и Маркузе остава негов сътрудник до 1942 г. През 1940 г. получава американско гражданство. Една година по-късно, през 1941 г., издава в Лондон книгата „Разум и революция: Хегел и зараждането на социалната теория“ и започва да издава книгите си на английски език.
През 1942 г. се премества във Вашингтон, където до 1945 г. работи за американските тайни служби, а после до началото на 50-те години в Службата за изследвания и разузнаване към Външното министерство.
През 1951 г. жена му Софи умира от рак. На следващата година започва академична кариера като политолог – в Колумбийския университет, после в Харвард, Брандайс и Калифорнийския университет в Сан Диего. През 1956 се жени за Инге Нойман, вдовица на негов близък приятел. След нейната смърт през 1972 г. сключва третия си брак със своя бивша студентка през 1976 г.
Книгата, която първоначално носи известност на Маркузе, е „Ерос и цивилизация“ от 1955 г. В нея са синтезирани идеи на Маркс и Фройд. Десетилетие по-късно излиза „Едноизмерният човек“ (1964), политическо продължение на същата тема, което става изключително популярно в студентските среди движения от средата на 60-те години. Маркузе пряко се ангажира със студентските каузи и участва в техни прояви, което по-нататък му спечелва прозвището „отец на новата левица“. Особен успех има неговата концепция за репресивна толерантност, развита в едноименно есе, публикувано през 1965 г.
През 70-те години с радикализирането на левите движения, особено в Европа, популярността на Маркузе спада, а той самият се връща към най-ранните си интереси и изследва естетическите аспекти на социалното.
Умира на 29 юли 1979 г. по време на посещение в Германия, на 81-годишна възраст. Четвърт век по-късно погребалната му урна е пренесена в Берлин.
Пълното издание на текстовете му е осъществено на немски език и включва значителен обем посмъртни публикации.